# Охлократія
Охлокра́тія (дав.-гр. οχλοκρατία, (лат. ochlocratia); від όχλος  — натовп і κρατία — влада) — вироджена форма  демократії, заснована на мінливих примхах натовпу. Охлократія характерна для перехідних і кризових періодів.

## Визначення
У наш час під охлократією розуміють:
- владу суспільно-політичних груп, що у реальній політиці керуються популістськими ідеологемами, апелюють до підсвідомості населення. Такий тип влади орієнтується та спирається на декласовані, люмпенізовані та маргінальні верстви, динамічно реагує на суспільні настрої, стереотипи й архетипи масової свідомості у їхніх примітивних, масованих проявах, вдається до провокацій для спонукання масових пристрастей і заворушень;
- як наслідок: політична ситуація заколотів, погромів, безладдя, в якій господарем становища є натовп.

Перебування охлократів у владних структурах спричиняє публічний галас, безвихідні ситуації, політичні авантюри, бешкети, скандали. Охлократія — показовий політичний феномен, характерний для суспільств, чия політична система перебуває на межі загальнонаціональної катастрофи.

## Історія утворення поняття
Поняття охлократії походить з античної грецької теорії держави історика Полібія (Polybios, 200–118 до н.е.) і воно ще досі не втратило свого аналітичного значення.
За Полібієм демократія піклується про загальний суспільний добробут, охлократію ж він бачив як форму занепаду, в якій загальне поступається місцем жадобі й егоїзму. Тому він вважав охлократію виродженням, дегенерацією демократичної форми державного устрою.
Відокремити ці поняття державоустрою поза рамками політичної теорії видається неможливим.
Ця ідея відокремлення (диференціації) бере свій початок у античних грецьких філософів Платона (лат. Plato, 427–347 до н.е.) та Аристотеля (грец. Αριστοτέλης, лат. Aristoteles, 384–322 до н.е.): вже Платон відрізняв «добрий» та «поганий» демократичний устрій, але не ввів до цього жодної власної термінології.

Аристотель пізніше описав в «Політеї» (гр. "πολιτεία, politeia — політичний устрій, конституція) як «добру» і «Демократію» (гр. δἠμος, dēmos — народ) як «погану» форму Держустрію, в яких править Народ.
Полібій остаточно термінологічно відокремив ці два явища, надав дефініцію «охлократія» негативному варіантові народовладдя, залишивши дефініцію «демократія» позитивному варіанту державної форми.
Ґрунтовно в античній теорії держави з часу Платона залишилося ідея, що кожна з форм державної влади (монархія, аристократія, демократія) — мають свою дегенеративну протилежність, що орієнтується тільки на задоволення інтересів верхівки (тиранія, олігархія, охлократія).
Якраз при розгляді цих обох форм народовладдя, стає зрозумілою різниця між суспільним добробутом (демократія) і інтегрованими інтересами окремих громадян: якщо кожен піклується тільки про себе і поводиться із цих власних інтересів, він руйнує врешті-решт загально-суспільний добробут.
Із цього висновку, що основні політичні форми нестабільні, Полібій дійшов до ідеї циклічного руху державних форм, в якому ці форми одна з одною відносно пов'язані.
Основні форми державного устрою (за Полібієм):
| Число правителів | Спільні інтереси | Егоїзм     |
| один             | Монархія         | Тиранія    |
| декотрі          | Аристократія     | Олігархія  |
| всі              | Демократія       | Охлократія |

За В'ячеславом Липинським, охлократія — повне панування войовників з придушенням будь-якої свободи. Сюди Липинський зараховує азійські деспотії, європейські революційні диктатури, новітній фашизм, більшовизм і Московський царизм.
У 1837 році Авраам Лінкольн писав про самосуд і «зростаючу зневагу до закону, яка пронизує країну – зростаючу схильність замінювати дикі та люті пристрасті замість тверезого вироку судів, і що гірше, ніж дикі натовпи для виконавчих міністрів справедливість».